# أبو معز الجداوي
أبو معز الجداوي، سعودي يقال أنه عاش في اليمن، قد تم تسليمه بواسطة وكالة الاستخبارات المركزية إلى الأردن في أوائل عام 2002. ويُقال أن اسمه الحقيقي هو أحمد إبراهيم أبو الحسنة.
أدرج مكتب التحقيقات الفيدرالي الجداوي في قائمة المشتبه بهم في قضية الإرهاب في فبراير 2002. تم التعرف عليه على أنه شريك معروف لزعيم القاعدة اليمني يدعى فواز يحيى الربيعي.

## 12 فبراير 2002
في أوائل عام 2002، وفقًا لتقرير أف بي آي، نتيجة للعمليات العسكرية الأمريكية في أفغانستان والتحقيقات المستمرة مع المعتقلين في خليج غوانتانامو بكوبا، أصبحت المعلومات متاحة في 11 فبراير 2002 بشأن التهديدات للمصالح الأمريكية والتي أشارت إلى أن قد يكون الهجوم المخطط له على وشك الحدوث في الولايات المتحدة أو ضد المصالح الأمريكية في اليمن أو بالقرب منها. في هذا التاريخ 12 فبراير 2002.
رداً على ذلك، في 11 فبراير 2002، أدرج مكتب التحقيقات الفيدرالي أبو معاذ الجداوي و 16 آخرين من الإرهابيين المشتبه بهم في قائمة مكتب التحقيقات الفيدرالي. كانت النسخة من تلك القائمة تُعرف باسم «قائمة المطلوبين من الإرهابيين الذين يبحثون عن معلومات». بعد سنوات، أزال مكتب التحقيقات الفيدرالي ملفه الشخصي من الصفحة الرئيسية لتلك القائمة.
في 14 فبراير 2002، بعد عدة أيام من تنبيه مكتب التحقيقات الفيدرالي تمت إزالة ستة من الأسماء من القائمة، وقام مكتب التحقيقات الفيدرالي مُجددًا بنشر قائمة بأحد عشر اسمًا وصورًا فقط. وكان ستة من المشتبه بهم الذين تم الكشف عن أسمائهم محتجزين بالفعل.
الأسماء الستة المحددة في مؤامرة اليمن في 11 فبراير 2002، ولكن تم حذف عدد من الأشخاص من القائمة في 14 فبراير 2002 وهم: عصام أحمد ديبوان المخلافي، أحمد الأخضر ناصر البيداني، بشير علي ناصر الشراري، عبد العزيز محمد صالح بن عطاش وشهور عبد الله مقبل الصبري ورياض شيخاوي.
ظل أبو معز الجداوي مدرجًا في قائمة الأسماء الإحدى عشرة التي مازالت مطلوبة في 14 فبراير 2002. أما الآخرون الذين بقوا هم: فواز يحيى الربيعي وعمر أحمد عمر الهتشار وعمّار عباده ناصر الوائلي وعليان محمد علي الوائلي وبسام عبد الله بن بشار النهدي ومصطفى عبد القادر عابد آل الأنصاري، سمير عبده سعيد المكاوي، عبد الرب محمد محمد علي الصيفي، أبو نصر التونسي، أمين سعد محمد الزمري.
في النهاية، لم يحدث هجوم في تاريخ 12 فبراير 2002.

## نقلته وكالة المخابرات المركزية إلى الأردن
ذكرت هيومن رايتس ووتش أن الجداوي قد تم تسليمه من قبل وكالة المخابرات المركزية إلى عمان في الأردن في أوائل عام 2002، حيث تم احتجازه في حجز دائرة المخابرات العامة الأردنية. تحدث باحثو هيومن رايتس ووتش إلى اثنين من المحتجزين السابقين لدى دائرة المخابرات العامة وقالا إنهما تواصلا مع الجداوي أثناء احتجازه في مركز احتجاز دائرة المخابرات العامة في أواخر عام 2002؛ وقال معتقل سابق ثالث أنه رأى الجداوي هناك أيضًا.
تختلف مصادر هيومن رايتس ووتش فيما يتعلق بمكان اعتقال الجداوي. كل من التبوكي وشخص آخر يزعمان أن الجداوي اعتقل في اليمن. قال التبوكي إنه اعتقل بعد أقل من شهر من زفافه. إلا أن مصدرًا ثالثًا كان أيضًا محتجزًا لدى دائرة المخابرات العامة يعتقد أن الجداوي اعتقل في الكويت لكن لم يكن متأكدًا من هذه النقطة. كلهم متفقون، على أي حال، على أن الجداوي كان رهن الاحتجاز الأمريكي قبل تسليمه إلى الأردن. ووفقًا لأحد المصادر، قام عميل أمريكي «بضربه في رأسه».
قشخص قال لـ هيومن رايتس ووتش إن الجداوي كان «شهيرًا في أفغانستان»، قال:
لقد كان رجلًا ثريًا حقًا، وكان يعيش في اليمن؛ كان متزوجا من امرأة يمنية. قام اليمنيون باعتقاله وسلموه إلى الولايات المتحدة. لقد رأيته بالفعل في دائرة المخابرات العامة: التقينا في الحمام بفضل مساعدة جندي لطيف.
هذا المخبر نفسه لم ير الجداوي رهن الاحتجاز في أواخر عام 2002 فحسب، بل إنه قابل أيضًا عائلة الجداوي لاحقًا. وقال إن الأسرة أخبرته أن الجداوي محتجز في مرفق المخابرات العامة لأكثر من عام وخلال ذلك الوقت ظل مخفياً عن اللجنة الدولية. ويعتقد أن الجداوي محتجز حالياً في المملكة العربية السعودية.

## روابط خارجية
- هيومن رايتس ووتش، خطر مزدوج: تسليم وكالة المخابرات المركزية إلى الأردن (2008)